# Pycnomerinx gweta
Pycnomerinx gweta là một loài ruồi trong họ Asilidae. Pycnomerinx gweta được Oldroyd miêu tả năm 1974. Loài này phân bố ở vùng nhiệt đới châu Phi.